# Turut
Turut (arab. تروت) – wieś w Syrii, w muhafazie Hama. W 2004 roku liczyła 990 mieszkańców.